# Dennis Spies
Dennis Edward Spies (ur. 5 marca 1968 w Clifton) – amerykański duchowny katolicki, biskup pomocniczy Joliet od 2024 .

## Życiorys
Święcenia kapłańskie otrzymał 1 czerwca 2002 i został inkardynowany do diecezji Joliet. Przez kilkanaście lat pracował duszpastersko, zaś w 2016 został wychowawcą w Mundelein Seminary. W 2024 objął funkcję wikariusza ds. duchowieństwa.
27 września 2024 papież Franciszek mianował go biskupem pomocniczym diecezji Joliet w Illinois ze stolicą tytularną Cenculiana. Sakry udzielił mu 6 listopada 2024 ordynariusz diecezji Joliet, biskup Ronald Hicks.  